# Luís Costa Santos
Luís da Costa Santos (29 de maio de 1897 — 21 de outubro de 1969) foi um político e filantropo português.

## Biografia
Luís da Costa Santos nasceu a 29 de Maio de 1897, na Moita, distrito de Setúbal.
Casapiano, o Moita, "Pai dos Gansos", foi admitido na Casa Pia de Lisboa no dia 9 de Agosto de 1909, onde fez o curso comercial, tendo saído deste estabelecimento de ensino em 28 de Junho de 1914.
Ingressou depois numa companhia de seguros, tendo-se interessado pela técnica dos seguros. Dedicou grande parte da sua vida à actividade seguradora em cujo ramo era profundo conhecedor. Criou a "Companhia Portuguesa de Seguros" na década de 20. Esta sua Companhia de Seguros viria a ter uma vida efémera. Motivo - o Governo de Salazar decidiu regulamentar a actividade seguradora e passou a exigir um valor mínimo de capitais próprios para operar. A Companhia não tinha ainda dimensão para gerar esses capitais e por isso não vingou.
Foi director da Agência Técnica de Seguros e da “Revista Portuguesa de Seguros”, desde 1932, até à data em que foi suspensa, em 1940. Em 1955 dirigiu novamente a Revista Portuguesa de Seguros, que voltou a publicar-se, e realizou várias conferências sobre seguros e previdência, algumas das quais se encontram publicadas. Editou o livro do Congresso Ribatejano, que contém mais de sessenta teses sobre temas da vida nacional, debatidas naquele congresso.
Serviu mais de meio século a Instituição Casa Pia. Enquanto aluno foi um dos que mais se destacaram no ressurgimento das práticas desportivas, particularmente do futebol. A ele e a outros se deve a constituição de clubes dessa modalidade desportiva, tendo sido também um dos iniciadores da imprensa desportiva casapiana. Foi fundador e director do Casa Pia Atlético Clube. Nessas funções colaborou nos jornais do Clube, “O Ganso”, “O Atlético” e “O Casapiano”.
Esta forma de jornalismo serviu-lhe de treino para o que mais tarde fez parte intensa da sua vida jornalística, fundou vários jornais semanários e colaborou na “Evolução”, “República” e “A Noite”, tendo sido sócio da Casa da Imprensa, desde 1931.
Republicano histórico, Almeidista, apoiante de António José de Almeida nos tempos conturbados da Primeira República, foi Presidente da Câmara Municipal da Moita e Administrador do concelho do Montijo (Aldeia Galega) em 1921 e 1923.
Ao longo da sua vida tomou parte em várias actividades políticas da Oposição e em comemorações de datas históricas e foi convidado a apresentar a sua candidatura a deputado evolucionista ao Parlamento, em 1925, e pela Oposição à Assembleia Nacional, em 1957.
Foi Presidente da Direcção da Casa do Ribatejo e da Cooperativa dos Trabalhadores. Foi fundador e 1.º presidente da Sociedade Moitense de Tauromaquia, construtora e proprietária da Praça de Toiros na Moita do Ribatejo.
No dia 9 de Março de 1940, foi preso pela P.I.D.E., tendo cumprido a sua pena no Aljube, prisão para presos políticos, durante o Estado Novo, situada na freguesia da Sé, em Lisboa.
Em 1964 exprimiu-se desta forma a propósito da finalidade da Casa Pia de Lisboa como Instituto de Assistência Pública: “Elevar os pobres, cujo destino lhes é confiado, à categoria a que chegam os ricos à custa do auxílio financeiro das suas famílias.”
Em 1966, foi um dos «velhos, muito velhos, maiores de 70 anos, com serviços prestados à Pátria e à República com nobreza…» subscritores de uma carta dirigida a Oliveira Salazar em que se manifestava a «…firme resolução de se constituir em núcleo de formação duma Acção Democrato-Social obediente a princípios que existiam em estado difuso num largo sector das Consciências nacionais.